# 모체 문화

모체 문화(Moche culture) 또는 모체 문명(Moche civilization, 스페인어 발음: [ˈmotʃe])은 지역개발시대 서기 약 100년에서 700년 사이에 현재의 페루 트루히요의 모체 근처에 수도가 있는 페루 북부에서 번성했다. 이 문제가 일부 논쟁의 대상이기는 하지만, 많은 학자들은 모체족이 단일한 제국이나 국가로서 정치적으로 조직되지 않았다고 주장한다. 오히려 그들은 오늘날까지 남아 있는 풍부한 도상학과 기념비적인 건축물에서 볼 수 있듯이 공통 문화를 공유하는 자치 정치 집단이었을 가능성이 높다.

## 같이 보기
- 치무 제국
- 비라코차